# (6961) Ashitaka
(6961) Ashitaka (1989 KA) – planetoida z pasa głównego asteroid okrążająca Słońce w ciągu 3,53 lat w średniej odległości 2,32 j.a. Odkryta 26 maja 1989 roku.